# Reeducación postural global
La reeducación postural global (abreviado como R.P.G. y a sus practicantes denominados como rpgistas), es un enfoque terapéutico de posturología desarrollado por Philippe Emmanuel Souchard a principios de 1980, utilizado por los fisioterapeutas o terapeutas físicos.
Consiste en un método de fisioterapia suave, progresivo y activo, aplicable en cualquier edad en sintonía con las posibilidades de cada persona. Desde la individualidad personal se diseña un tratamiento global, que a partir de los síntomas que presenta, busca y resuelve las causas. Toda ella parte del análisis y estudio minucioso de la anatomía, la fisiología y la manera en que enferma el ser humano.
Los principios de la RPG grosso modo son:
- Los músculos se organizan en forma de cadenas
- Se establece diferenciación entre músculos estáticos y dinámicos
- La gravedad y la acción muscular comprimen las articulaciones.
- La importancia de la respiración[1]

El tratamiento de RPG consiste en la realización de una serie de ejercicios progresivos de estiramiento global llamados posturas, realizados de forma activo bajo la supervisión del fisioterapeuta. Estas posturas pueden realizarse sobre la camilla, tumbado o sentado o de pie. El fisioterapeta utiliza como herramienta fundamental la terapia manual, elongando los tejidos, reduciendo las tensiones, cuidando las articulaciones, eliminando las molestias y modelando el cuerpo del paciente.
Los objetivos que persigue la RPG son: el alivio sintomático del dolor, evitar las compensaciones y corregir las deformidades.
La RPG se ha demostrado útil en la movilización espinal de las personas con espondilitis anquilosante.